# ピア・アンジェリ
ピア・アンジェリ（Pier Angeli、1932年6月19日 - 1971年9月10日）は、イタリアの女優。本名はアナ・マリア・ピアンジェリ（Anna Maria Pierangeli）。二卵性双生児の妹のマリサ・パヴァンも女優（ジョン・フォード監督『栄光何するものぞ』1952年でデビューし、俳優ジャン＝ピエール・オーモンと結婚した）。

## 来歴

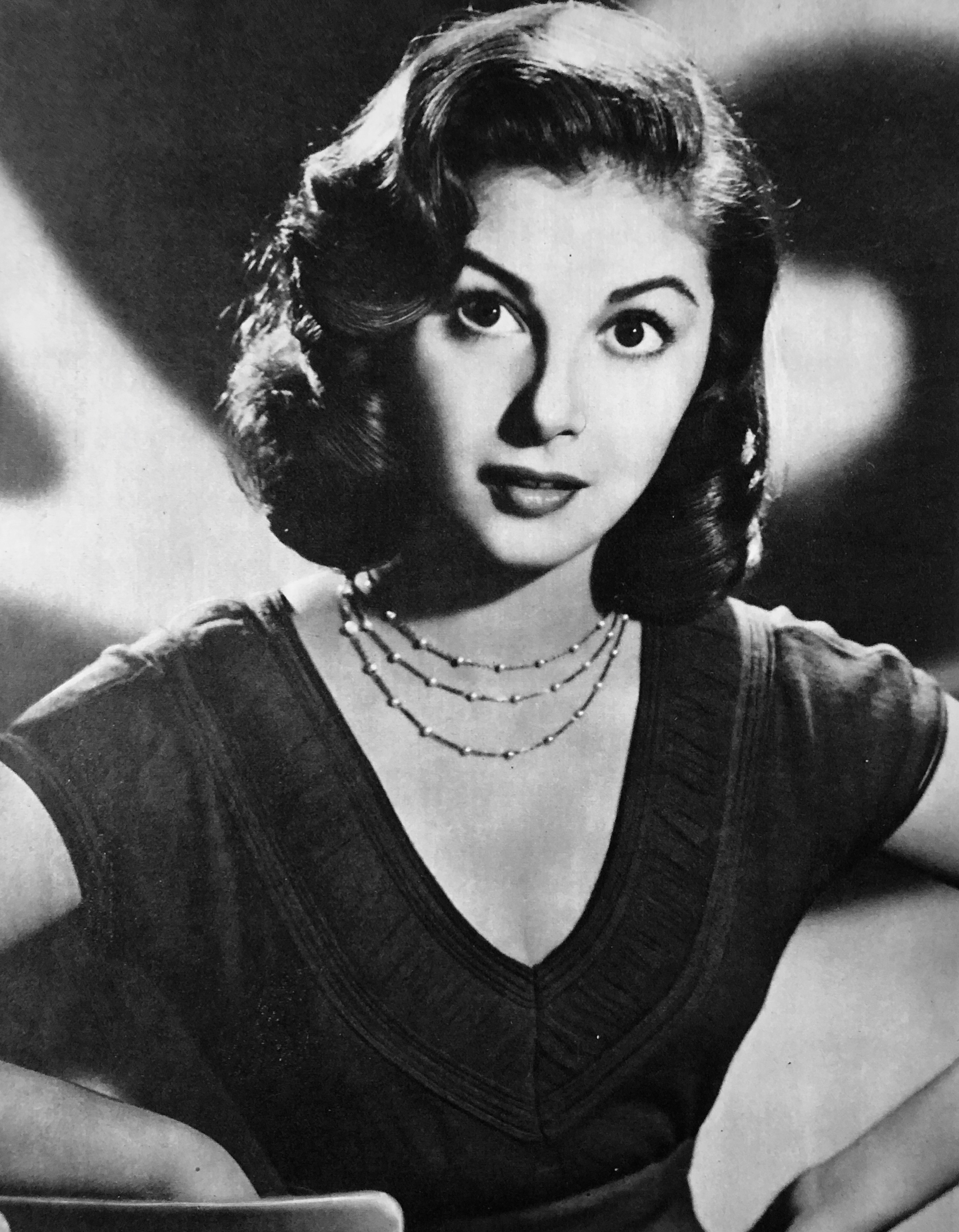
1954年

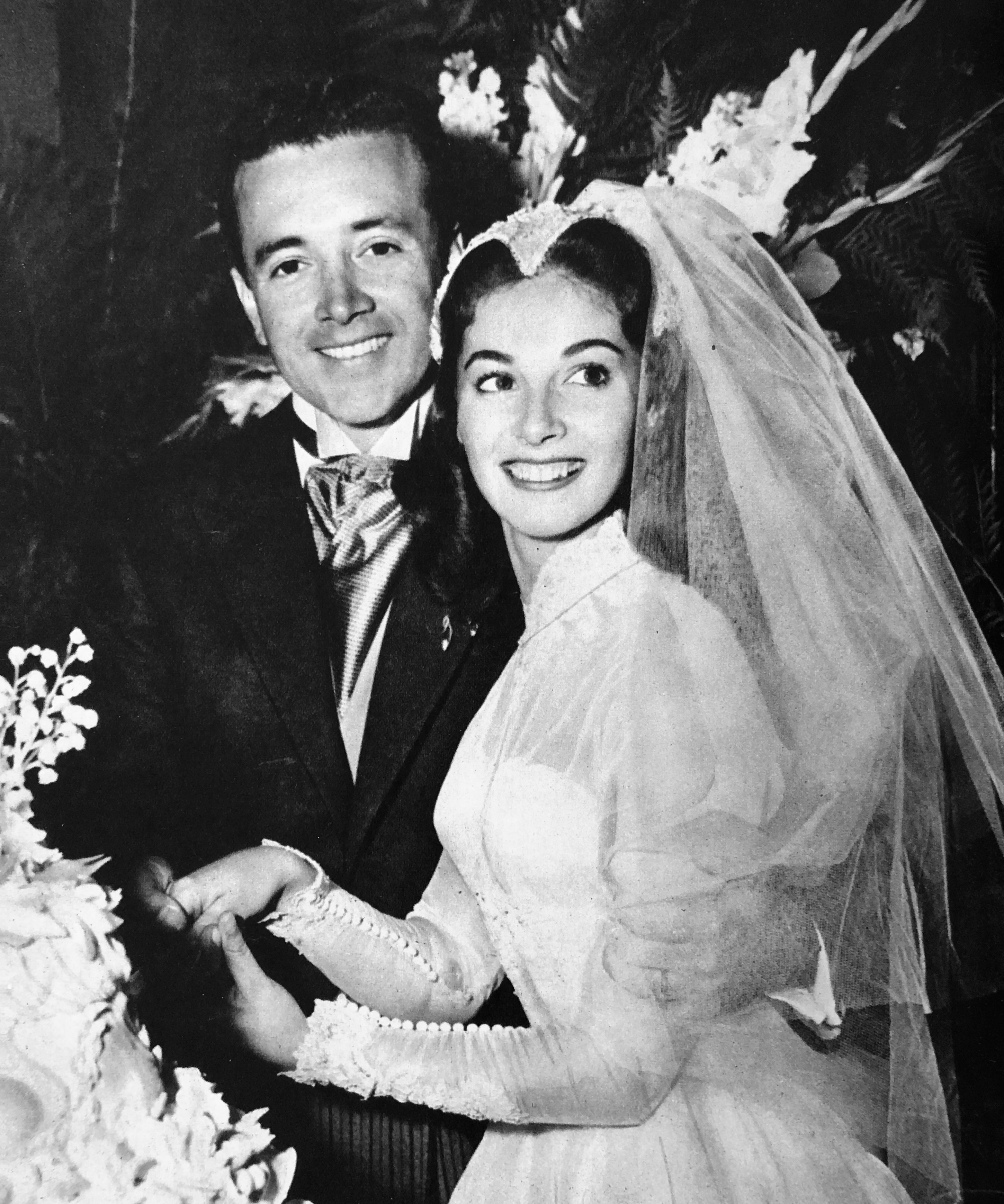
1954年11月、ヴィック・ダモーンと結婚。

サルデーニャ島のカリャリ出身。16歳のときにイタリア映画でデビュー。とくに1950年の『明日では遅すぎる』（主演）ではイタリア映画のネオ・レアリスモ運動の大きな原動力となったこの作品の評価と商業的成功に多大に貢献、これが1950年代の米国進出（MGMと契約）のきっかけとなる。MGMではポール・ニューマンの『傷だらけの栄光』（当初はジェームズ・ディーン主演の予定だった）でヒロインを演じるなど清純派女優としてハリウッドで活躍した。それ以降はイタリアを中心にヨーロッパ映画に出演。
カーク・ダグラスの自伝によると、ダグラスとピアは1953年制作の映画『三つの恋の物語』（オムニバス映画で第3話「均衡」）で出会い、1950年代前半に婚約していたという。その後、『エデンの東』を撮影中だったディーンと恋に落ちるが、ピアの母親の反対（アンジェリ家はローマ・カトリックだったがディーンはカトリックでなかったことが原因だったといわれる）などもあって短期間で別れたことは有名。
ディーンと別れた翌年の1954年11月24日、ヴィック・ダモーンと結婚。男児を儲けたが離婚。
作曲家アルマンド・トロヴァヨーリと結婚して男児を儲けている。その後はアメリカ映画の作風の変化（暴力・性的表現の過激化など）についていけなくなったことから歌手としてアルバムなど作品リリースを行なうなどするも人気・仕事では低迷・不遇が続いていたといわれる。
1971年、睡眠薬バルビツールの過剰服用（自殺説もあり）により急死した。

## 主な出演作品
- 明日では遅すぎる Tomorrow Is Too Late (1950)
- テレサ Teresa (1951)
- 赤い唇 The Devil Makes Three (1952)
- 傷だらけの栄光 Somebody Up There Likes Me (1956)
- ソドムとゴモラ The Last Days of Sodom and Gomorrah (1961)
- バルジ大作戦 Battle of the Bulge (1965)
- キング・オブ・アフリカ Every Bastard a King (1968)

## 参照
1. ↑  Douglas, Kirk (1989). The Ragman's Son: An Autobiography. G.K. Hall. pp. 35, 174, 187, 202. ISBN 0-816-14795-7
2. ↑  『サンケイグラフ』1955年1月16日号、産業経済新聞社。
3. ↑  Crivello, Kirk (1988). Fallen Angels: The Lives and Untimely Deaths of Fourteen Hollywood Beauties. Citadel Press. pp. 277. ISBN 0-806-51096-X
4. ↑  Frascella, Lawrence; Weisel, Al (2005). Live Fast, Die Young: The Wild Ride of Making Rebel Without a Cause. Simon and Schuster. pp. 180. ISBN 0-743-29118-2